# Mladějov
Mladějov (en allemand : Mladejow) est une commune du district de Jičín, dans la région de Hradec Králové, en République tchèque. Sa population s'élevait à 513 habitants en 2022.

## Géographie
Mladějov se trouve à 7 km au sud-sud-ouest du centre de Rovensko pod Troskami, à 11 km au nord-ouest de Jičín, à 52 km au nord-ouest de Hradec Králové et à 73 km au nord-est de Prague.
La commune est limitée par Troskovice et Újezd pod Troskami au nord, par Libuň et Holín à l'est, par Zámostí-Blata et Samšina au sud, par Sobotka et Libošovice à l'ouest, et par Ktová au nord-ouest.

## Histoire
La première mention écrite de la localité date de 1372.

## Administration
La commune se compose de huit sections :
- Bacov
- Hubojedy
- Kozlov
- Loveč
- Mladějov
- Pařízek
- Roveň
- Střeleč

## Galerie

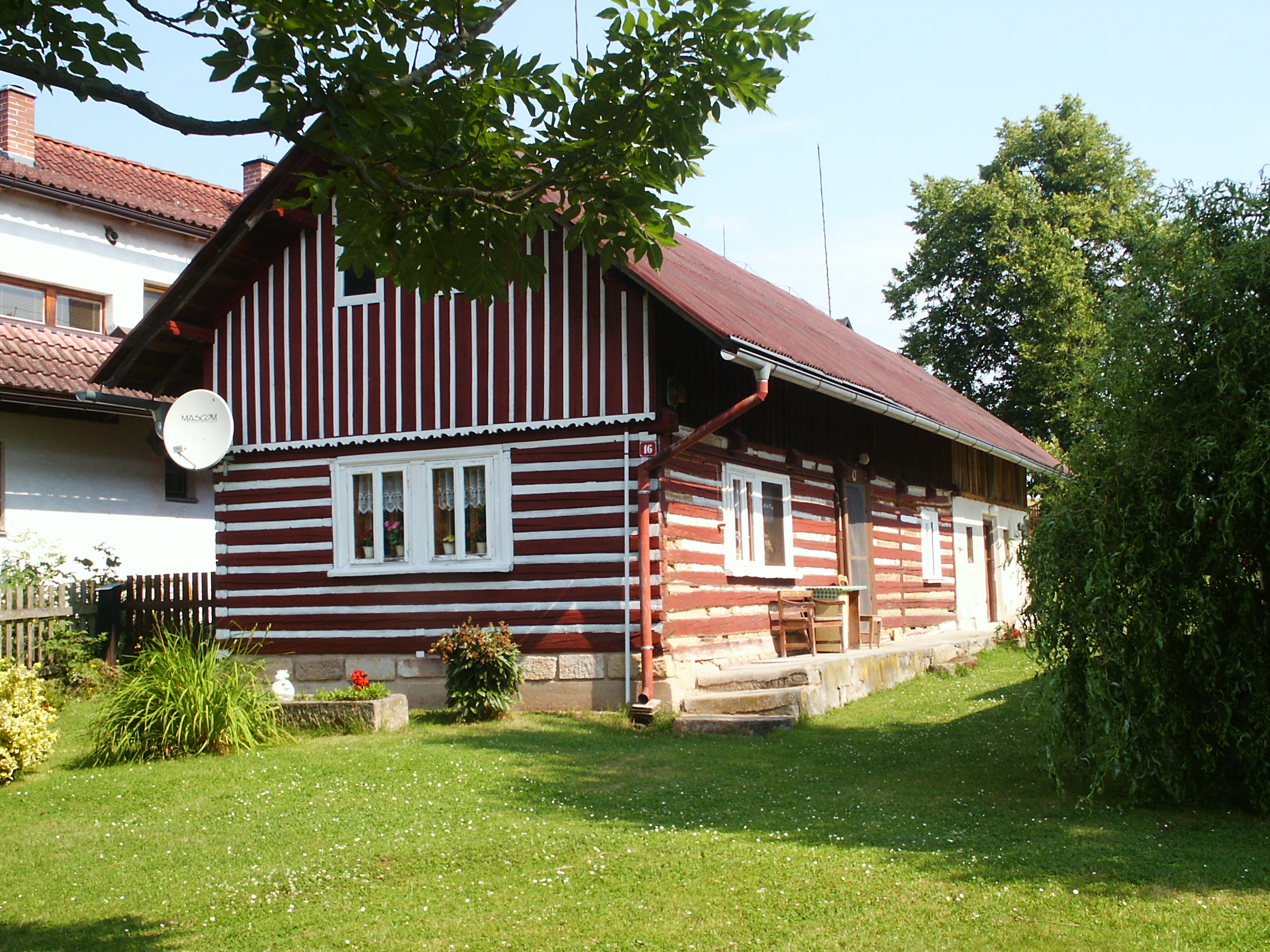
Maison à Hubojedy.
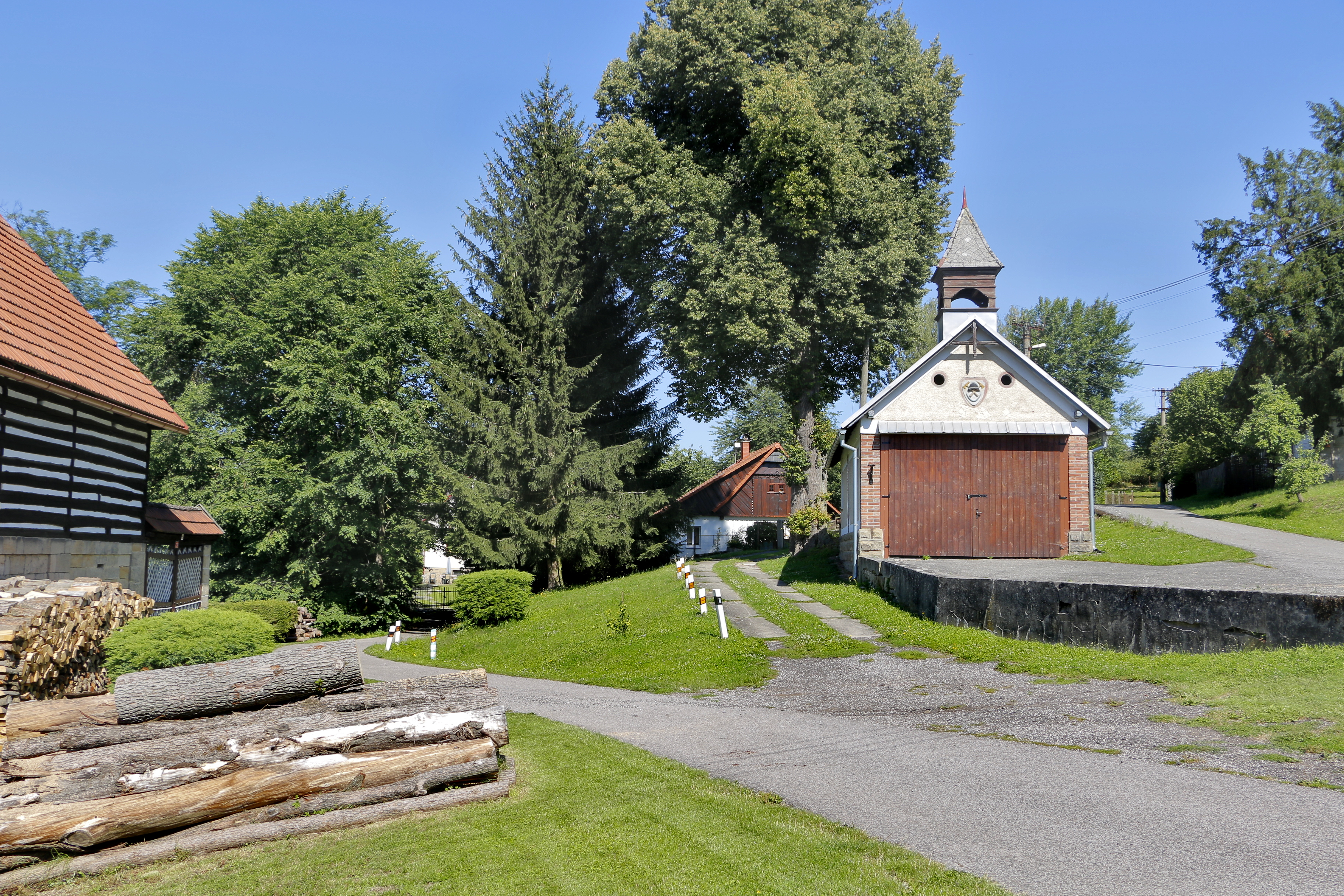
Centre de Roveň.

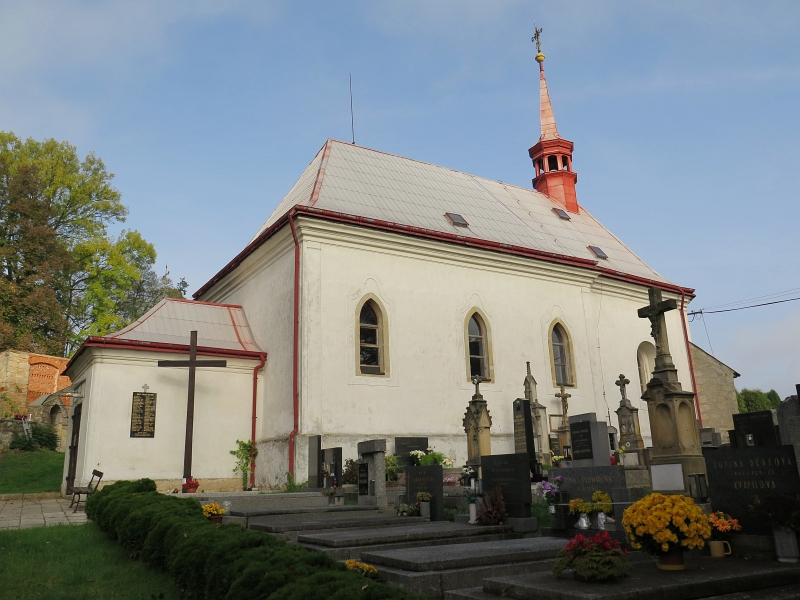
Église Saint-Gilles.
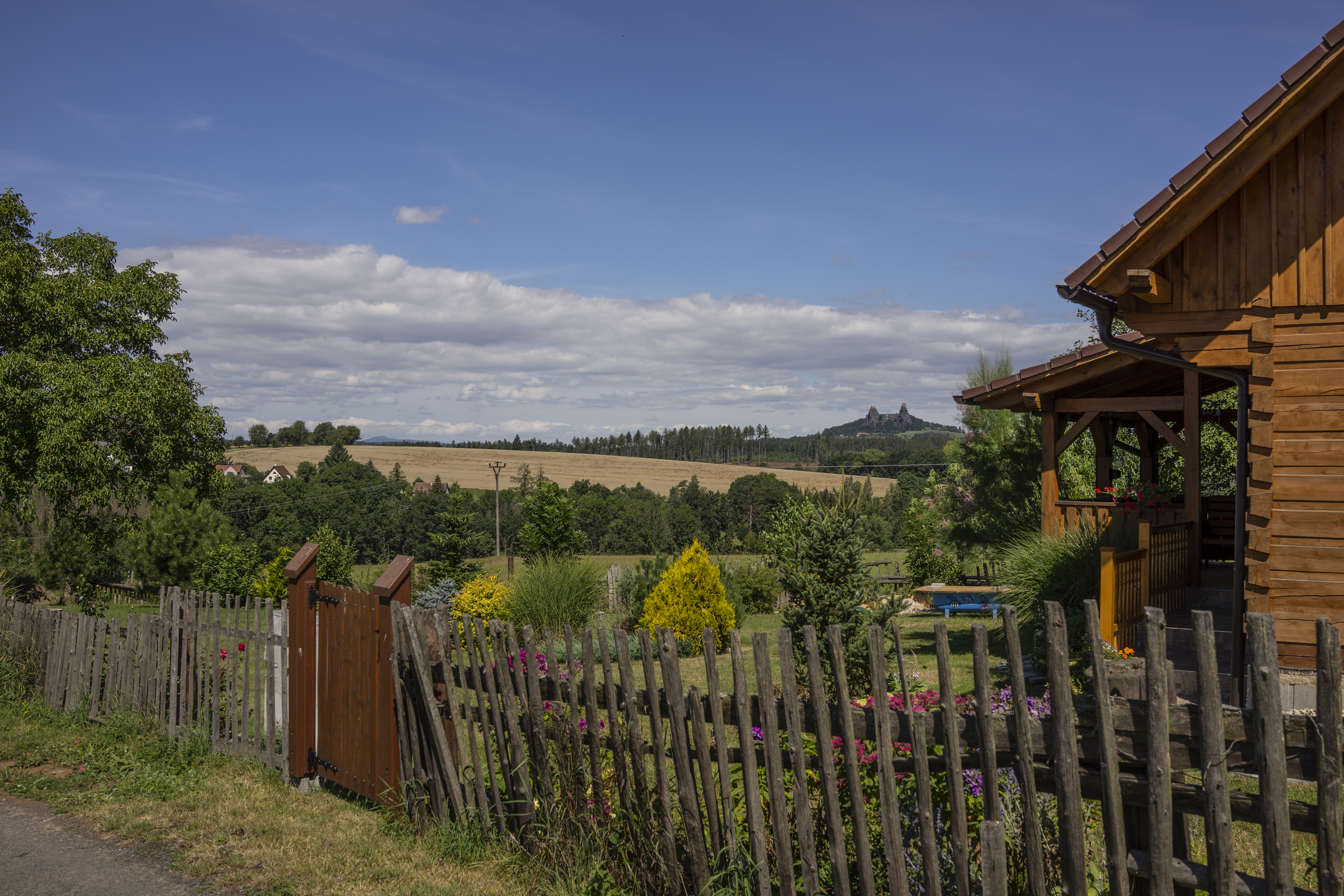
Hameau de Trosky.

## Transports
Par la route, Mladějov se trouve à 4 km de Újezd pod Troskami, à 12 km de Jičín, à 61 km de Hradec Králové et à 86 km de Prague. 